# Zisterzienserinnenabtei Gomerfontaine

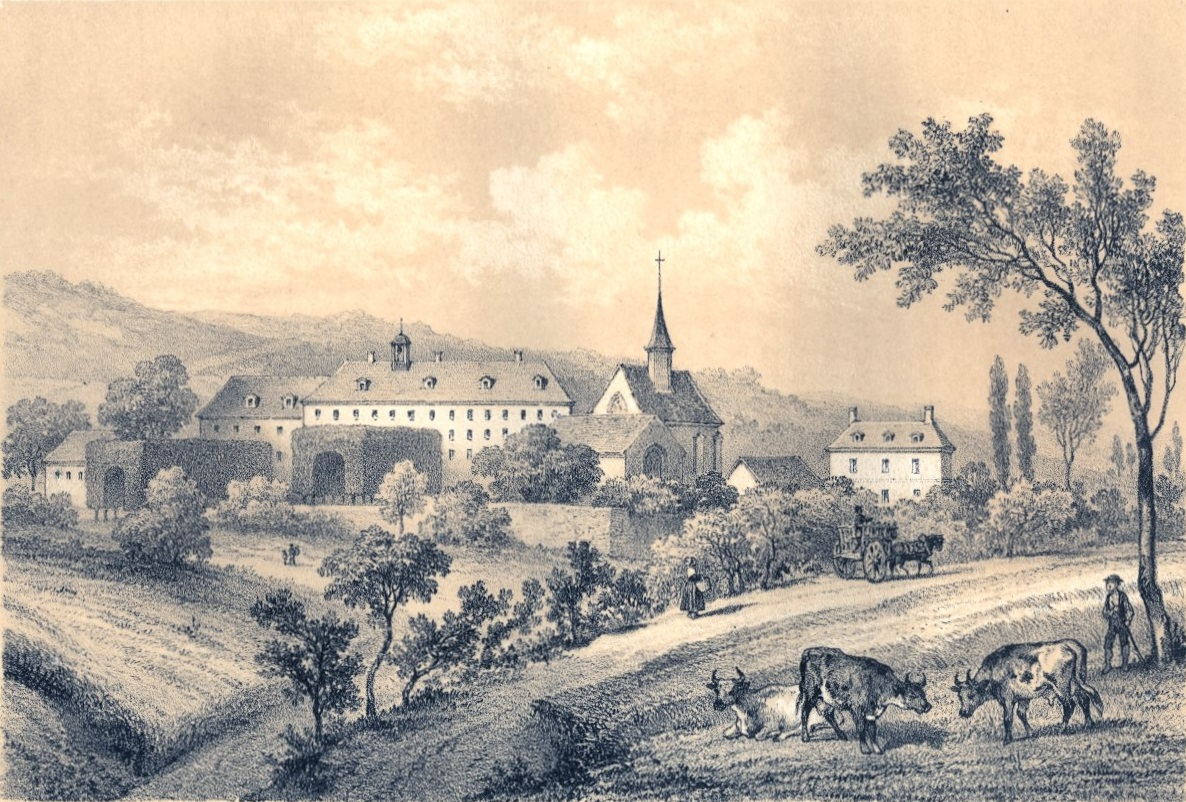
Zisterzienserinnenabtei Gomerfontaine – Darstellung gegen Ende des 18. Jahrhunderts

Die Zisterzienserinnenabtei Gomerfontaine war von 1207 bis 1792 ein Kloster der Zisterzienserinnen, in Trie-la-Ville, Département Oise, in Frankreich.

## Geschichte
Das Kloster Gomerfontaine wurde 1207 am Ufer der Troësne gestiftet und 1220 zur Abtei erhoben (1266 Einweihung der Kirche). In der ersten Hälfte des 17. Jahrhunderts reformierten die Äbtissinnen Madeleine de Médavy und Marguerite de Médavy das Kloster. Letztere schuf einen Zufluchtsort in Paris (Faubourg Saint-Germain). Als Jean-Jacques Rousseau vom  21. Juni 1767 bis zum 12. Juni 1768 im Schloss von Trie-Château weilte, war er im Kontakt mit der Äbtissin Anne-Jeanne du Pouget de Nadaillac, übergab ihr Manuskripte und komponierte ein Stück sakrale Musik. Nach der Zerstörung des Klosters durch die Französische Revolution konnten einige Nonnen die Tradition wahren und es kam, über verschiedene Zwischenstationen, zur Fortsetzung von Gomerfontaine in der Trappistinnenabtei Chimay und in deren Töchtern und Enkeltöchtern.